# Johan Carbonero
Johan Stiven Carbonero Balanta (Santander de Quilichao, 20 luglio 1999) è un calciatore colombiano, attaccante dell'Internacional in prestito dal Racing Club.

## Caratteristiche tecniche
È un'ala destra. Giocatore rapido e tecnico, può giocare in tutti i ruoli dell'attacco.

## Carriera

### Club
Cresciuto nel settore giovanile dell'Once Caldas, ha esordito in prima squadra il 4 febbraio 2018 disputando l'incontro di campionato vinto 2-0 contro il Jaguares. Nel 2020 si trasferisce in Argentina, al Gimnasia (LP). Nel 2021 il club argentino compra il 70% del suo cartellino.
Il 17 giugno 2022 viene acquistato per una cifra vicino ai 4 milioni di dollari (per il 75% del cartellino) dal Racing Club.
Il 26 giugno 2022 debutta ufficialmente con la nuova maglia contro l'Aldosivi.
Il 13 febbraio 2023 realizza il goal del momentaneo pareggio contro il Boca Juniors nel match valevole per la Supercopa Internacional, vinta poi grazie ad una rete allo scadere. È il primo trofeo in carriera vinto dal calciatore colombiano.

### Nazionale
Ha giocato nelle nazionali giovanili colombiane Under-20 ed Under-23.

## Statistiche

### Presenze e reti nei club
Statistiche aggiornate al 21 gennaio 2019.
| Stagione        | Squadra         | Campionato      | Campionato | Campionato | Coppe nazionali | Coppe nazionali | Coppe nazionali | Coppe continentali | Coppe continentali | Coppe continentali | Altre coppe | Altre coppe | Altre coppe | Totale | Totale | Totale |
| Stagione        | Squadra         | Comp            | Pres       | Reti       | Comp            | Pres            | Reti            | Comp               | Pres               | Reti               | Comp        | Pres        | Reti        | Pres   | Reti   |        |
| --------------- | --------------- | --------------- | ---------- | ---------- | --------------- | --------------- | --------------- | ------------------ | ------------------ | ------------------ | ----------- | ----------- | ----------- | ------ | ------ | ------ |
| 2018            | Once Caldas     | A               | 26         | 0          | CC              | 7               | 1               |                    | -                  | -                  |             | -           | -           | 33     | 1      |        |
| Totale carriera | Totale carriera | Totale carriera | 26         | 0          |                 | 7               | 1               |                    | -                  | -                  |             | -           | -           | 33     | 1      |        |

### Cronologia presenze e reti in nazionale
| Cronologia completa delle presenze e delle reti in nazionale ― Colombia under 20 | Cronologia completa delle presenze e delle reti in nazionale ― Colombia under 20 | Cronologia completa delle presenze e delle reti in nazionale ― Colombia under 20 | Cronologia completa delle presenze e delle reti in nazionale ― Colombia under 20 | Cronologia completa delle presenze e delle reti in nazionale ― Colombia under 20 | Cronologia completa delle presenze e delle reti in nazionale ― Colombia under 20 | Cronologia completa delle presenze e delle reti in nazionale ― Colombia under 20 | Cronologia completa delle presenze e delle reti in nazionale ― Colombia under 20 |
| Data                                                                             | Città                                                                            | In casa                                                                          | Risultato                                                                        | Ospiti                                                                           | Competizione                                                                     | Reti                                                                             | Note                                                                             |
| -------------------------------------------------------------------------------- | -------------------------------------------------------------------------------- | -------------------------------------------------------------------------------- | -------------------------------------------------------------------------------- | -------------------------------------------------------------------------------- | -------------------------------------------------------------------------------- | -------------------------------------------------------------------------------- | -------------------------------------------------------------------------------- |
| 17-1-2019                                                                        | Rancagua                                                                         | Venezuela under 20                                                               | 1 – 0                                                                            | Colombia under 20                                                                | Sudamericano Sub-20 2019 - 1º turno                                              | -                                                                                | 66’                                                                              |
| 21-1-2019                                                                        | Rancagua                                                                         | Colombia under 20                                                                | 1 – 0                                                                            | Bolivia under 20                                                                 | Sudamericano Sub-20 2019 - 1º turno                                              | -                                                                                | 59’                                                                              |
| 29-1-2019                                                                        | Rancagua                                                                         | Brasile under 20                                                                 | 0 – 0                                                                            | Colombia under 20                                                                | Sudamericano Sub-20 2019 - 2º turno                                              | -                                                                                | 71’                                                                              |
| 4-2-2019                                                                         | Rancagua                                                                         | Ecuador under 20                                                                 | 1 – 0                                                                            | Colombia under 20                                                                | Sudamericano Sub-20 2019 - 2º turno                                              | -                                                                                | 39’                                                                              |
| 8-2-2019                                                                         | Rancagua                                                                         | Venezuela under 20                                                               | 0 – 2                                                                            | Colombia under 20                                                                | Sudamericano Sub-20 2019 - 2º turno                                              | -                                                                                | 76’ 78’                                                                          |
| 10-2-2019                                                                        | Rancagua                                                                         | Colombia under 20                                                                | 0 – 0                                                                            | Uruguay under 20                                                                 | Sudamericano Sub-20 2019 - 2º turno                                              | -                                                                                | 74’                                                                              |
| 23-5-2019                                                                        | Łódź                                                                             | Polonia under 20                                                                 | 0 – 2                                                                            | Colombia under 20                                                                | Mondiali Under-20 2019 - 1º turno                                                | -                                                                                | 78’                                                                              |
| 26-5-2019                                                                        | Lublino                                                                          | Senegal under 20                                                                 | 2 – 0                                                                            | Colombia under 20                                                                | Mondiali Under-20 2019 - 1º turno                                                | -                                                                                | 41’                                                                              |
| 2-6-2019                                                                         | Łódź                                                                             | Colombia under 20                                                                | 1 – 1 dts (6 – 5 dtr)                                                            | Nuova Zelanda under 20                                                           | Mondiali Under-20 2019 - Ottavi di finale                                        | -                                                                                | 57’                                                                              |
| 7-6-2019                                                                         | Łódź                                                                             | Colombia under 20                                                                | 0 – 1                                                                            | Ucraina under 20                                                                 | Mondiali Under-20 2019 - Quarti di finale                                        | -                                                                                | 46’ 86’                                                                          |
| Totale                                                                           |                                                                                  | Presenze                                                                         | 10                                                                               |                                                                                  | Reti                                                                             | 0                                                                                |                                                                                  |

## Palmarès

### Competizioni nazionali
- Supercopa Internacional: 1

Racing Club: 2022

### Competizioni internazionali
- Coppa Sudamericana: 1

Racing Club: 2024